# Andreas Michael Fant
Andreas Michael Fant, född 1763, död 1813, var en svensk präst och skolman. Han var son till Georg Michael Fant, brorson till Johan Michael Fant och bror till Georg Fredric Fant. 
Fant var, efter att ha varit docent i teologi i Uppsala och rektor vid Katarina skola i Stockholm, prost och kyrkoherde i Västerlövsta församling.